# Florent-Emilio Siri
 (avril 2017).
Si vous disposez d'ouvrages ou d'articles de référence ou si vous connaissez des sites web de qualité traitant du thème abordé ici, merci de compléter l'article en donnant les références utiles à sa vérifiabilité et en les liant à la section « Notes et références ».
Florent-Emilio Siri, également nommé Florent Siri, né le 2 mars 1965 à Freyming-Merlebach (Moselle), est un réalisateur et scénariste français.

## Biographie
Florent-Emilio Siri est né le 2 mars 1965 dans la Lorraine industrielle qu'il décrit dans son premier long-métrage Une minute de silence. Son père, d'origine italienne, était mineur de charbon à Freyming-Merlebach et ce premier film rend hommage à ce métier et à la dernière génération de mineurs.
À vingt ans, il fait des études à la Sorbonne, sous la direction notamment d'Éric Rohmer, et à l'École supérieure de réalisation audiovisuelle (promotion 1988).

## Carrière

### Révélation et confirmation
Florent-Emilio Siri commence, à vingt-six ans, sa carrière de réalisateur en tournant une trentaine de clips de 1991 à 2000, notamment avec Alliance Ethnik, Akhenaton, Bouga, Def Bond, Expression Direkt, Freeman, IAM, Kheops, Lofofora, Psy 4 de la rime.
Son premier long-métrage Une minute de silence, sorti en 1998, est récompensé dans la même année d'un Bayard d'Or de la meilleure première œuvre de fiction par le jury Émile Cantillon au Festival international du film francophone de Namur. Il obtient également le prix Cyril Collard et le prix du public au festival international du film Entrevues Belfort.
Il enchaîne en 2002, avec son deuxième film, le thriller d'action Nid de guêpes, coécrit avec son ancien professeur Jean-François Tarnowski . Souvent comparé à Assaut de  John Carpenter, il attire l'attention de la star américaine Bruce Willis, qui lui demande de mettre en scène son prochain projet. Le cinéaste part ainsi à Hollywood réaliser le thriller Otage. le film rembourse à peine son budget et les critiques sont mitigées  .
Siri retourne en  France, pour y tourner L'Ennemi intime, un projet ambitieux  qui revient sur le traumatisme de la guerre d'Algérie, avec Benoît Magimel et Albert Dupontel. Le film est un succès critique et fait un score honorable au box office.

### Diversification
Trois ans plus tard, il revient à la tête d'une grosse production, l'amenant à poursuivre son intérêt pour des personnages psychologiquement torturés, mais cette fois dans un univers médiatique et lumineux : revenant sur la vie du chanteur de variétés Claude François, Cloclo est acclamé par la critique en 2011, et vaut à son interprète principal, Jérémie Renier, comme à son metteur en scène, une poignée de nominations, et quelques récompenses. Le film est un succès commercial.
Entre 2013 et 2014, il travaille sur un nouveau biopic, lui permettant de renouer avec le thriller social. Ce long-métrage, qu'il tente de financer depuis 2002, retrace le parcours de Jules Bonnot, chef de la "Bande à Bonnot". Il prend même la forme d'une série télévisée pour Canal +. Finalement, Pathé accepte de financer le film pour 15 millions d'euros, tandis que Bérénice Béjo et Matthias Schoenaerts acceptent les rôles principaux. Cependant, en avril 2014, à trois mois de la préparation officielle du tournage en République Tchèque, Pathé se retire, et le projet est arrêté.
En 2015, il surprend donc en revenant à la tête d'un film de commande: la comédie de mœurs Pension complète, avec Gérard Lanvin et Franck Dubosc, remake de La Cuisine au beurre. Le film, sorti en catimini et sans projections presses, est un échec commercial.
De fin 2015 à début 2016, il travaille néanmoins déjà sur son projet suivant, qui lui permet de revenir à son univers de prédilection à travers le thriller violent et social : la série télévisée Marseille, créée par Dan Franck pour la plateforme Netflix. Première série originale européenne développée pour le géant américain, elle mobilise des personnalités françaises : tandis que Gérard Depardieu et Benoît Magimel interprètent les personnages principaux, Siri réalise les quatre premiers épisodes, tandis que Thomas Gilou se charge des quatre autres.

### Retour au cinéma d'action
Après avoir enchaîné les commandes, Siri n'accepte de faire son film suivant qu'à condition de le maîtriser totalement. Il ne revient donc au cinéma et au film d'action qu'en été 2024, avec la sortie d'Elyas et Roschdy Zem dans le rôle principal.

### Collaborateurs fréquents
Benoît Magimel est son acteur fétiche : il a tourné dans quatre de ses sept films. En outre, l'acteur prête sa voix au personnage de Mars joué par Ben Foster dans Otage. De plus, il évolue dans la série Marseille.
Il fait systématiquement appel à Alexandre Desplat pour la musique et à Giovanni Fiore Coltellacci pour la lumière, Olivier Gajan pour le montage, Dominique Carrara pour la direction artistique et Laurent Brett pour la réalisation du générique de ses films.

## Filmographie

### Cinéma
- 1998 : Une minute de silence
- 2001 : Nid de guêpes
- 2005 : Otage (Hostage)
- 2007 : L'Ennemi intime
- 2012 : Cloclo
- 2015 : Pension complète
- 2024 : Elyas

### Télévision
- 2016 : Marseille, série télévisée produite par Netflix

### Jeux vidéo
- 2003 : Tom Clancy's Splinter Cell : directeur artistique
- 2004 : Tom Clancy's Splinter Cell: Pandora Tomorrow : directeur artistique

### Clips
- 1992 : Le lion est mort ce soir - Pow Wow
- 1995 : Mon esprit part en couille - Expression Direkt
- 1995 : 78 - Expression Direkt
- 1995 : L'Americano - Akhenaton
- 1996 : Amnes'History - Lofofora
- 1996 : Je marche en solitaire - Melaaz
- 1996 : Les Bad Boy de Marseille -  Akhenaton - Fonky Family
- 1997 : La Saga - IAM - Wu Tang Clan
- 1998 : Le Côté obscur - IAM
- 1999 : À cinq heures du mat - Alliance Ethnik
- 1999 : No limites - Alliance Ethnik
- 1999 : Elle revient seule - K-mel et Sheraz
- 2000 : Belsunce Breakdown - Bouga
- 2000 : Sad Hill Impact - Trilogie pour Kheops, Arsenik, Def Bond et Psy 4 de la rime
- 2000 : Secret Défense - Def Bond

## Distinctions
- Prix du jury jeune du Festival international du film francophone de Namur 1998
- Bayard d'or de la meilleure première œuvre de fiction pour Une minute de silence 1998
- Prix Cyril Collard 1998 pour Une minute de silence
- Prix du public du Festival Entrevues de Belfort 1998 pour Une minute de silence
- Prix François-Victor-Noury 2007 de l’Académie des beaux-arts pour L'Ennemi intime
- Prix du meilleur réalisateur du Festival international du film du Caire 2007 pour L'Ennemi intime
- Prix du meilleur film du Festival international  du film du Caire 2007 pour L'Ennemi intime
- Prix du meilleur acteur du Festival international du film du Caire 2007 pour L'Ennemi intime